# Business Roundtable

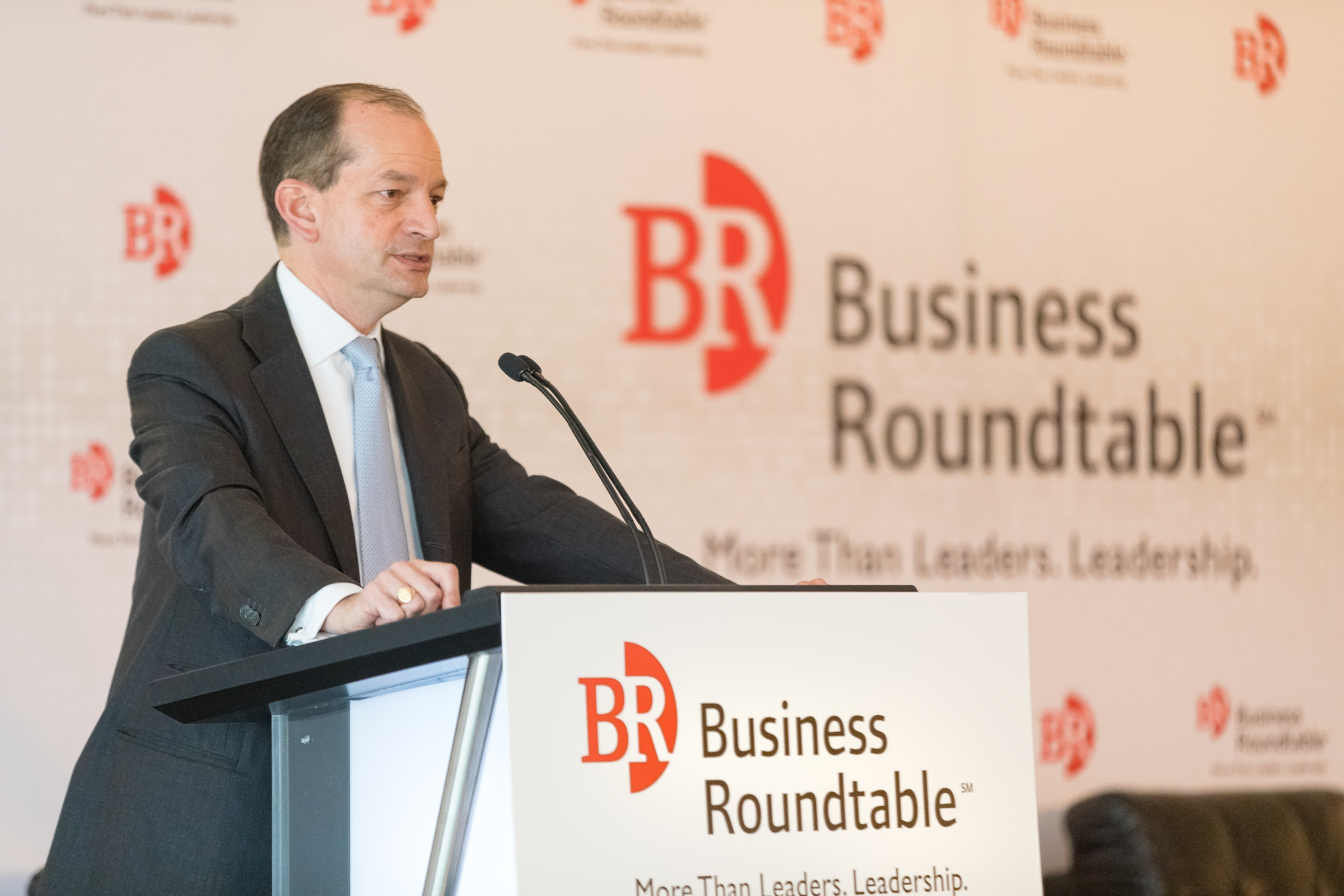
El Secretario de EE. UU. de Trabajo Alexander Acosta dirigiéndose a la BR en junio de 2017.

La Mesa Redonda de Negocios en inglés: Business Roundtable  (BR) es una asociación sin ánimo de lucro estadounidense con base en Washington D. C. cuyos miembros son directores ejecutivos de importantes compañías de EE. UU. A diferencia de la Cámara de Comercio de Estados Unidos, cuyos miembros son empresas, los miembros de la BR son exclusivamente CEOs.  La BR promueve políticas públicas favorables a intereses empresariales como el NAFTA, mientras también promueve otras iniciativas de políticas públicas en sentido más amplio como Que Ningún Niño Se Quede Atrás (en inglés: No Child Left Behind, NCLB) y se opone a otras como la política de separación familiar de familias inmigrantes de la administración Trump.  En 2019, la BR redefinió su definición del propósito de una empresa, que anteriormente era el clásico de proporcionar el máximo beneficio a los accionistas, poniendo los intereses de los empleados, clientes, proveedores y comunidades a la par con los de los accionistas. Los miembros de la  BR incluyen, por ejemplo, a Jeff Bezos de Amazon, Tim Cook de Apple, o Mary Barra de General Motors.

### Presidentes
- John Engler, 2010–2017
- Joshua Bolten, 2017-